# Хухкола
Ху́хкола (фин. Huhkola) — один из районов города Турку, входящий в округ Вариссуо-Лаусте.

## Географическое положение
Район расположен к востоку от центральной части Турку.

## Население
В 2004 году население района составляло 986 человек, из которых дети моложе 15 лет составляли 20,79 %, а старше 65 лет — 4,77 %. Финским языком в качестве родного владели 91,68 %, шведским — 6,09 %, а другими языками — 2,23 % населения района.